# Andrův stadion
Das Andrův stadion ist ein Fußballstadion im Stadtteil Nová Ulice (deutsch Neugasse) der mährischen Stadt Olmütz, Tschechien. Der Fußballverein SK Sigma Olmütz trägt hier seit dem Jahr 1969 seine Heimspiele aus. Benannt ist das Stadion nach dem Olmützer Großhändler Josef Ander.

## Geschichte
1938 gab der Großhandelskaufmann Josef Ander, Mäzen des SK Olomouc ASO (ASO stand für Ander a syn Olomouc, deutsch: Ander und Sohn, Olmütz) den Bau eines neuen Stadions in Auftrag. Nach zweijähriger Bauzeit wurde das Stadion 1940 mit dem Pokalfinale zwischen Olomouc ASO und dem SK Prostějov eröffnet. Die Kapazität betrug 20.000 Zuschauer. Besonders markant war für damalige Verhältnisse die Stahlbetontribüne.
Am Ende des Zweiten Weltkriegs wurde das Stadion durch deutsche Truppen zerstört. Daraufhin wurde eine provisorische Holztribüne gebaut, die bis 1977 stand. Nach der Auflösung des SK Olomouc ASO im Jahre 1951 diente es der Armeemannschaft Křídla Vlasti Olomouc bis 1955 als Heimspielstätte. 1950 wurde es in Stadion Míru (deutsch: Stadion des Friedens) umbenannt. Der Bau ging in den Besitz der Stadt über und gehörte später kurzzeitig dem Verein Slavoj Zora Olomouc.
In den folgenden Jahren verfiel das Stadion zusehends und stand leer. Erst 1969 wurde es kostenlos an TJ Sigma MŽ Olomouc, den heutigen SK Sigma Olmütz verpachtet. 1974 baute der Verein ein neues Gebäude mit Umkleiden, Büro- sowie Vereinsräumen. Drei Jahre später wurde die Holztribüne abgerissen und an ihre Stelle eine neue Haupttribüne gebaut.
Der Aufstieg Sigmas in die 1. Liga machte einen Ausbau notwendig. Zunächst wurde eine Stahlkonstruktion gebaut. 1985 kam eine Tribüne auf der Gegenseite hinzu, so dass das Fassungsvermögen auf 6.000 Zuschauer stieg. 1993 erhielt das inzwischen wieder Andrův stadion benannte Bauwerk eine Flutlichtanlage. 1998 wurden auf der Haupttribüne Sitzschalen installiert, gleichzeitig wurde die Haupttribüne verlängert.
Zum UEFA-Pokalspiel gegen Olympique Marseille wurde die neue Südtribüne eingeweiht. Die steil aufragende Nordtribüne war zum Intertotopokalfinale 2000 gegen Udinese Calcio fertig. Zuletzt wurden auch die Stehplätze auf der Gegentribüne in Sitzplätze umgewandelt. In der Sommerpause 2006 wurde eine Rasenheizung installiert. Für die nahe Zukunft ist die Überdachung der beiden Hintertortribünen geplant, die Kapazität soll auf etwa 16.000 Plätze steigen. In unmittelbarer Nachbarschaft steht das Spartakiádní stadion.
Das Stadion war einer der vier Austragungsorte der U-21-Fußball-Europameisterschaft 2015. Zudem fanden im Stadion bisher neun Länderspiele der tschechischen Fußballnationalmannschaft statt, das bisher letzte am 3. Juni 2014 gegen Österreich (1:2).
Im Dezember 2017 vereinbarte Sigma Olmütz den Verkauf des Stadions an die Stadt für 144,9 Mio. CZK (rd. 5,7 Mio. Euro). Damit soll sichergestellt werden, dass das Andrův stadion von einem neuen Besitzer abgerissen und ein anderer Bau dort errichtet wird. Der Verein kann die Spielstätte weiter nutzen, muss aber nicht die Kosten für die Instandhaltung oder Renovierungen zahlen. Die erste Rate von 999.000 CZK zahlt die Stadt bei Vertragsunterzeichnung. Danach folgen jährliche Zahlungen von 12 Mio. CZK über 12 Jahre.

## Struktur
Die Kapazität beträgt 12.541 Zuschauer. Die Haupt- (West) und die Gegentribüne (Ost) sind überdacht. Das Andrův stadion bietet auf seinen vier einzelnen Rängen 3.618 überdachte und 8.923 unüberdachte Sitzplätze. Der Gästesektor befindet sich im Sektor O am nördlichen Rand der Gegentribüne (Ost).
- Westtribüne: 3.208 Plätze (Haupttribüne, 1.404 überdacht, 1.804 unüberdacht)
- Osttribüne: 3.108 Plätze (Gegengerade, 1.754 überdacht, 1.354 unüberdacht, davon 651 Gästeplätze)
- Nordtribüne: 3.871 Plätze (Hintertortribüne, unüberdacht)
- Südtribüne: 2.354 Plätze (Hintertortribüne, 1.894 überdacht, 460 V.I.P.-Plätze)